# Jan Stirling
Jan Stirling (nascida Graham; 20 de julho de 1955) é uma ex-jogadora e treinadora australiana de basquetebol. Jan jogou pela seleção da Austrália durante a década de 1970 e disputou o Mundial de 1975 na Colômbia. Na Liga Nacional de Basquetebol Feminino (WNBL), ela disputou 163 partidas pelo North Adelaide.
Como treinadora, comandou a seleção australiana que conquistou a medalha de ouro do Mundial de 2006 ao vencer a Rússia pelo placar de 91 a 74, no Ginásio do Ibirapuera de São Paulo. Já na campanha olímpica, ainda sob o seu comando, as australianas ganharam duas medalhas de prata, em Atenas 2004 e Pequim 2008. Em 2013, Jan foi eleita para o Hall da Fama do Basquetebol Australiano.